# لیگ تابستانی ان‌بی‌ای
لیگ تابستانی ان‌بی‌ای (به انگلیسی: NBA Summer League)، که با نام لیگ تابستانی لاس وگاس نیز شناخته می‌شود، یک رقابت بسکتبال خارج از فصل است که توسط اتحادیه ملی بسکتبال (NBA) سازماندهی می‌شود. تیم‌های ان‌بی‌ای در این مسابقات، به جای استفاده از ترکیب اصلی فصل عادی، از ترکیب‌های متفاوتی شامل بازیکنان تازه‌کار (روکی‌ها)، بازیکنان سال دوم، و بازیکنان وابسته به جی لیگ استفاده می‌کنند تا آنها را در شرایط رقابتی آزمایش کنند.
در سال‌های گذشته، لیگ تابستانی یوتا جاز و لیگ حرفه‌ای تابستانی اورلاندو نیز میزبان تیم‌های ان‌بی‌ای بودند. این لیگ‌ها گاهی با ذکر نام شهر میزبان، تحت عنوان کلی «لیگ تابستانی ان‌بی‌ای» شناخته می‌شدند.

## تاریخچه
اولین دوره این لیگ در سال ۲۰۰۴ در دانشگاه نوادا لاس وگاس، با حضور شش تیم NBA برگزار شد. این لیگ کم‌کم با استقبال بیشتری از طرف تیم‌های لیگ ان بی ای مواجه شد. به طوری که در سال ۲۰۰۵ تعداد ۱۵ تیم در این لیگ شرکت کردند. در سال ۲۰۰۷ واژه "NBA" به نام این لیگ اضافه شد و در سال ۲۰۰۸ نیز این لیگ با پشتیبانی مالی شرکت EA Sports با حضور ۲۲ تیم برگزار شد.

## برندگان لاس وگاس ام‌وی‌پی
تیم بازیکنی که عنوان باارزش‌ترین بازیکن (MVP) لیگ تابستانی ان‌بی‌ای را کسب می‌کند، نماینده همان تیمی است که در زمان بردن این عنوان، در لیگ تابستانی برای آن بازی می‌کرده است. به عبارت دیگر، این جایزه بر اساس عملکرد بازیکن در طول رقابت‌های لیگ تابستانی و با توجه به تیمی که در آن زمان به عنوان بخشی از ترکیب لیگ تابستانی به میدان می‌رفته، اعطا می‌شود. این تیم می‌تواند متفاوت از تیم اصلی بازیکن در فصل عادی ان‌بی‌ای باشد.
| سال  | ملیت                | بازیکن                       | پست           | تیم                 |
| ---- | ------------------- | ---------------------------- | ------------- | ------------------- |
| ۲۰۰۶ | ایالات متحده آمریکا | رندی فوی                     | شوتینگ گارد   | مینه‌سوتا تیمبرولوز  |
| ۲۰۰۷ | ایالات متحده آمریکا | نیت رابینسون                 | پوینت گارد    | نیویورک نیکس        |
| ۲۰۰۸ | ایالات متحده آمریکا | جرید بایلس (Top Rookie)      | پوینت گارد    | پورتلند تریل بلیزرز |
| ۲۰۰۹ | ایالات متحده آمریکا | بلیک گریفین                  | پاور فوروارد  | لس آنجلس کلیپرز     |
| ۲۰۱۰ | ایالات متحده آمریکا | جان وال                      | پوینت گارد    | واشینگتن ویزاردز    |
| ۲۰۱۲ | ایالات متحده آمریکا | دیمین لیلارد (co-MVPs)       | پوینت گارد    | پورتلند تریل بلیزرز |
| ۲۰۱۲ | ایالات متحده آمریکا | جاش سلبی (co-MVPs)           | پوینت گارد    | ممفیس گریزلیز       |
| ۲۰۱۳ | لیتوانی             | جوناس والانچیناس             | سنتر          | تورنتو رپترز        |
| ۲۰۱۴ | ایالات متحده آمریکا | گلن رایس جونیور              | شوتینگ گارد   | واشینگتن ویزاردز    |
| ۲۰۱۵ | ایالات متحده آمریکا | کایل اندرسون                 | اسمال فوروارد | سن آنتونیو اسپرز    |
| ۲۰۱۶ | ایالات متحده آمریکا | Tyus Jones                   | پوینت گارد    | مینه‌سوتا تیمبرولوز  |
| ۲۰۱۷ | ایالات متحده آمریکا | لونزو بال                    | پوینت گارد    | لس آنجلس لیکرز      |
| ۲۰۱۸ | ایالات متحده آمریکا | چاش هارت                     | شوتینگ گارد   | لس آنجلس لیکرز      |
| ۲۰۱۹ | کانادا              | Brandon Clarke               | پاور فوروارد  | ممفیس گریزلیز       |
| ۲۰۲۱ | ایالات متحده آمریکا | Davion Mitchell (co-MVPs)    | پوینت گارد    | ساکرامنتو کینگز     |
| ۲۰۲۱ | ایالات متحده آمریکا | کامرون بوچیا توماس (co-MVPs) | شوتینگ گارد   | بروکلین نتس         |
| ۲۰۲۲ | ایالات متحده آمریکا | Keegan Murray                | پاور فوروارد  | ساکرامنتو کینگز     |
| ۲۰۲۳ | ایالات متحده آمریکا | Cam Whitmore                 | اسمال فوروارد | هیوستون راکتس       |
| ۲۰۲۴ | ایالات متحده آمریکا | Jalen Wilson                 | اسمال فوروارد | بروکلین نتس         |

## قهرمانان
| سال  | لیگ                              | قهرمان                           | نتیجه                            | نایب قهرمان                      | Championship MVP                 |
| ---- | -------------------------------- | -------------------------------- | -------------------------------- | -------------------------------- | -------------------------------- |
| ۲۰۱۳ | لاس وگاس                         | گلدن استیت واریرز                | ۹۱–۷۷                            | فینیکس سانز                      | یان کلارک                        |
| ۲۰۱۴ | لاس وگاس                         | ساکرامنتو کینگز                  | ۷۷–۶۸                            | هیوستون راکتس                    | Ray McCallum Jr.                 |
| ۲۰۱۵ | لاس وگاس                         | سن آنتونیو اسپرز                 | ۹۳–۹۰                            | فینیکس سانز                      | جاناتان سیمونز                   |
| ۲۰۱۶ | لاس وگاس                         | شیکاگو بولز                      | ۸۴–۸۲ (OT)                       | مینه‌سوتا تیمبرولوز               | جریان گرانت                      |
| ۲۰۱۷ | لاس وگاس                         | لس آنجلس لیکرز                   | ۱۱۰–۹۸                           | پورتلند تریل بلیزرز              | کایل کوزما                       |
| ۲۰۱۸ | لاس وگاس                         | پورتلند تریل بلیزرز              | ۹۱–۷۳                            | لس آنجلس لیکرز                   | K. J. McDaniels                  |
| ۲۰۱۹ | لاس وگاس                         | ممفیس گریزلیز                    | ۹۵–۹۲                            | مینه‌سوتا تیمبرولوز               | Brandon Clarke                   |
| ۲۰۲۰ | لغو شد به دلیل دنیاگیری کووید-۱۹ | لغو شد به دلیل دنیاگیری کووید-۱۹ | لغو شد به دلیل دنیاگیری کووید-۱۹ | لغو شد به دلیل دنیاگیری کووید-۱۹ | لغو شد به دلیل دنیاگیری کووید-۱۹ |
| ۲۰۲۱ | لاس وگاس                         | ساکرامنتو کینگز (۲)              | ۱۰۰–۶۷                           | بوستون سلتیکس                    | Louis King                       |
| ۲۰۲۲ | لاس وگاس                         | پورتلند تریل بلیزرز (۲)          | ۸۵–۷۷                            | نیویورک نیکس                     | Trendon Watford                  |
| ۲۰۲۳ | لاس وگاس                         | کلیولند کاوالیرز                 | ۹۹–۷۸                            | هیوستون راکتس                    | Isaiah Mobley                    |
| ۲۰۲۴ | لاس وگاس                         | میامی هیت                        | ۱۲۰–۱۱۸ (OT)                     | ممفیس گریزلیز                    | Josh Christopher                 |